# Alea evangelii
Alea evangelii (игра Евангелий, англ. Game of the Gospels) — представитель варианта тавлеи.

## Описание
Известная из ирландской рукописи XI века. Игра проводилась на пересечениях линий игровой доски 18 × 18 ячеек. Также возможна игра на самих клетках гобана.